# Jacques Marcault
Jacques Jules Marcault (7 de dezembro de 1883 — 18 de janeiro de 1979) foi um ciclista de estrada francês que participou nos Jogos Olímpicos de Verão de 1912 em Estocolmo, onde terminou em décimo lugar no contrarrelógio por equipes.